# Andrej Šmalc
Andrej Šmalc, slovenski kemik, * 4. julij 1935, Ljubljana. 
Prispeval je k razvoju terminologije in nomenklature na področju kemije v Sloveniji.

## Šolanje in zaposlitev
Od leta 1945 do 1948 je obiskoval nižjo gimnazijo v Ljubljani. Nato je od leta 1948 do 1951 nadaljeval šolanje na Tehniški srednji šoli v Ljubljani. Po končani srednji šoli se je leta 1951 zaposlil kot tehnik na Fakulteti za rudarstvo, metalurgijo in kemijsko tehnologijo (FRMKT, kasnejša FNT) in tam delal do leta 1954. Istega leta je začel študirat na  FRMKT, kjer je leta 1960 diplomiral.
Po diplomi je delal kot raziskovalec na Inštitutu Jožef Štefan (1960-1978). V tem obdobju pa je leta 1965 doktoriral iz kemijskih znanosti na Univerzi v Ljubljani in nato v letih 1968-1969 opravil strokovno izpopolnjevanje na inštitutu za anorgansko kemijo Univerze v Göttingemu (Nemčija). Leta 1978 pa se je zaposlil na Biotehiški fakulteti Univerze v Ljubljani kot docent, 1979 postal profesor kemije, kjer je učil do leta 1983. Od leta 1983 pa do 1995 je zopet delal na inštitutu Jožef Štefan, kot znanstveni sodelavec in kasneje kot znanstveni svetnik.

## Delo
V svojem življenju se je večinoma ukvarjal z anorgansko kemijo fluora. S sodelavci je razvil postopek za pridobivanje fluora in polnjenje v jeklenke. Sodeloval je tudi pri sintezi ksenonovega tetrafluorida in heksafluorida ter razvil postopek in aparaturo za fotosinteze v utekočinjenem fluoru, npr. sintezi kriptonovega difuorida in dikisikovega difluorida. Na osnovi slednje je razvil postopek za fotokemično čiščenje elementarnega fluora. Raziskoval je fotosinteze v plinastem fluoru, npr. fotosintezo ksenonovega difluorida, klorovega pentafluorida, uranovega heksafluorida in dioksigenilovega heksafluoroarzenata in na osnovi slednjega razvil sintezo peroksidisulfurilovega difluorida.
Od leta 1962 je bil član Komisije za slovensko kemijsko terminologijo in nomenklaturo in od leta 1978 član Tehniške sekcije Terminološke komisije pri Inštitutu za slovenski jezik Frana Ramovša ZRC, SAZU.

## Nagrade
- Nagrada Sklada Borisa Kidriča (kot član skupine raziskovalcev) 1963
- Nagrada Sklada Borisa Kidriča za iznajdbe in izpopolnitve (z B. Frlecem) 1972
- Nagrada Sklada Borisa Kidriča za iznajdbe in izboljšave (s T. Skapinom in A. Stergarškom) 1988

## Objavljena dela
- Slovenska kemijska nomenklatura (z M. Perparjevo), ZIT, Ljubljana 1966
- IUPAC Nomenklatura anorganske kemije (z F. Lazarinijem), DZS, Ljubljana, 1986
- Nomenklatura anorganske kemije, Priporočila IUPAC, prevod iz angleščine in uskladitev s slovensko nomenklaturo, SKD, Ljubljana, 2008
- Slovensko tehniško izrazje (z J. Müllerjem), ZRC, SAZU, Ljubljana, 2011
- Kemijski slovar, https://slovar.chem-soc.si/, urednik, Ljubljana, 2018